# Trên sa mạc và trong rừng thẳm
Trên sa mạc và trong rừng thẳm (tiếng Ba Lan: W pustyni i w puszczy) là một tiểu thuyết dành cho thiếu nhi của nhà văn Ba Lan Henryk Sienkiewicz. Tác phẩm này đã được Sienkiewicz hoàn thành vào năm 1911.
Tác phẩm kể về cậu bé người Ba Lan 14 tuổi tên là Staś Tarkowski và cô bé người Anh 8 tuổi tên là Nel Rawlinson bị lực lượng nổi dậy của Mahdi ở Sudan bắt cóc và đem từ kênh đào Suez qua sa mạc Sahara tới Sudan. Nhờ sự dũng cảm và thông minh của Tarkowski, hai em đã trốn thoát và cùng hai em người châu Phi khác trốn chạy qua rừng thẳm Đông Phi cho đến khi được đoàn tìm kiếm của Anh tìm thấy.
Nền lịch sử của tác phẩm là cuộc nổi dậy của người Sudan dưới sự lãnh đạo của Mahdi chống lại Ai Cập và Anh quốc nổ ra vào năm 1881.
Bản tiếng Việt của tác phẩm này được dịch giả Nguyễn Hữu Dũng dịch từ bản tiếng Ba Lan, được nhiều bạn đọc Việt Nam yêu thích.
Tên một số nhân vật được phiên âm ra tiếng Việt:
- Henryk Sienkiewicz: Henrích Sienkiêvich
- Staś Tarkowski: Xtas Tarcốpxki
- Nel Rawlinson: Nen Rôlixơn
- Mahdi: Mahơđi

## Chuyển thể
Tiểu thuyết đã được dựng thành phim năm 1973 và 2001, lên truyền hình năm 1974 và 2001.
- Phim 1973 của đạo diễn Władysław Ślesicki (5/1/1927-9/12/2008), với Tomasz Mędrzak trong vai Stanisław Tarkowski và Monika Rosca vai Nel Rawlison. Series phim truyền hình năm 1974 của đạo diễn Władysław Ślesicki với dàn diễn viên năm 1973, thay đổi một số cảnh quay và lời thoại.
- Phim 2001 của đạo diễn Gavin Hood, với Adam Fidusiewicz vai Stanisław Tarkowski và Karolina Sawka vai Nel Rawlison. Loạt phim truyền hình cũng của đạo diễn Gavin Hood.